# 伍拉斯顿湖
伍拉斯顿湖（Wollaston Lake）也称窩拉斯頓湖，位于加拿大萨斯喀彻温省东北部，赖恩迪尔湖西北50公里处，湖泊长113公里，宽40公里，面积2681平方公里。湖岸线曲折，湖中多岛屿。湖水主要通过两个出口流出：一个在西北部通过丰迪拉克河注入马更些河水系的阿萨巴斯卡湖；另一个在东北部通过科克伦河汇入邱吉尔河水系的赖恩迪尔湖。伍拉斯顿湖是两水系的连接点。第一位发现该湖的西方人是英国探险家彼得·费德勒（约1800年）。1821年，英国探险家约翰·富兰克林以科学家威廉·海德·沃拉斯顿的姓氏命名改湖。伍拉斯顿湖水产丰富，捕鱼业兴盛。